# 斉藤秀翼
斉藤 秀翼（さいとう しゅうすけ、1993年3月1日 - ）は、日本の俳優、歌手。熊本県熊本市出身。身長178cm。

## 略歴
2009年に熊本県民テレビの音楽情報番組『ROCKET COMPLEX』とソニー・ミュージックアーティスツが行ったオーディション「HuA HuA」で合格し、芸能界入り。
2010年、よしながふみの漫画作品を原作とする映画『大奥』に花房役で出演。翌2011年にNHK大河ドラマ『江〜姫たちの戦国〜』に羽柴秀勝役で出演。
2011年9月、BeeTVのラブコメディ『恋愛体感ドラマ「快感ストロベリー〜秘蜜の花園〜」』では氷崎侑壬役で主演を飾る。同年10月、松嶋菜々子主演の日本テレビ系ドラマ『家政婦のミタ』で地上波連続ドラマ初レギュラー出演。同年11月、熊本県民テレビの音楽情報番組『ROCKET COMPLEX』の代理MCなども務める。
2013年、スーパー戦隊シリーズ『獣電戦隊キョウリュウジャー』にてイアン・ヨークランド / キョウリュウブラック役でレギュラー出演。
2014年、初の写真集『Syuusuke Saito』を発表。2015年2月、日本コロムビアよりミニアルバム『PARTY!』を発表し、メジャーデビュー。
2020年3月13日、ツイッターにてソニー・ミュージックアーティスツ退社を報告。以降、フリーで活動する。

## 人物
多趣味多才で、スポーツ全般、ビリヤード、ダーツ、ゴルフ、スノーボード、テキサスポーカー、レーシングカートなど、どれもかなりの腕前であるらしいと言われている。

## 出演

### テレビドラマ
- 大河ドラマ 江〜姫たちの戦国〜 第15回・第17回（2011年4月24日・5月8日、NHK） - 羽柴秀勝 役
- 家政婦のミタ 第1話 - 第7話（2011年10月12日 - 11月23日、日本テレビ） - 小沢拓也 役
- 放課後はミステリーとともに 5回表・5回裏（2012年6月19日・26日、TBS） - 倉橋翼 役
- プレイガール2012（2012年10月20日、ファミリー劇場） - 矢部アツシ 役
- スーパー戦隊シリーズ（テレビ朝日） - イアン・ヨークランド / キョウリュウブラック 役
  - 獣電戦隊キョウリュウジャー（2013年2月17日 - 2014年2月9日）
  - 王様戦隊キングオージャー 第32話・第33話（2023年10月8日・15日）[10]
- 天てれドラマ「念力家族」 第12話（2015年7月6日、NHK Eテレ） - 若返った源太郎 役

### バラエティ
- 戦国鍋TV 〜なんとなく歴史が学べる映像〜「家康徳川の統べりたい話」（2011年、テレビ神奈川 他） - 徳川家茂 役
- 世界に誇れ!ニッポンの水族館 各地で注目のすごーい!展示をどんどん見せちゃいます（2014年8月17日、日本テレビ）
- 即席カルテット（2019年、テレビ朝日）
- ネオバズ!! ヒロミ・指原の恋のお世話始めました（2022年3月31日、テレビ朝日）

### 映画
- 大奥（2010年10月1日、松竹、アスミック・エース） - 花房 役
- スーパー戦隊シリーズ（東映） - イアン・ヨークランド / キョウリュウブラック 役
  - 特命戦隊ゴーバスターズVS海賊戦隊ゴーカイジャー THE MOVIE（2013年1月19日） - キョウリュウブラックの声 役
  - 仮面ライダー×スーパー戦隊×宇宙刑事 スーパーヒーロー大戦Z（2013年4月27日）
  - 劇場版 獣電戦隊キョウリュウジャー ガブリンチョ・オブ・ミュージック（2013年8月3日）
  - 獣電戦隊キョウリュウジャーVSゴーバスターズ 恐竜大決戦! さらば永遠の友よ（2014年1月18日）
  - 烈車戦隊トッキュウジャーVSキョウリュウジャー THE MOVIE（2015年1月17日）
- 俺たち賞金稼ぎ団（2014年5月10日、東映） - 黒田賢 役
- カバディーン!!!!!!!〜激突・怒黒高校篇〜（2014年10月11日、ユナイテッドエンタテインメント） - ミナミ 役
- 白魔女学園 オワリトハジマリ（2015年6月13日、東映） - テラ 役
- 大怪獣モノ（2016年7月16日、アーク・フィルムズ） - 新田陽出人 役
- 劇場版 仮面ライダージオウ Over Quartzer（2019年7月26日、東映） - ジョウゲン / 仮面ライダーザモナス 役[11]
- 新卒ポモドーロ（2020年2月21日、エムエフピクチャーズ） - 有馬啓史 役

### ネットドラマ・ネットムービー
- 恋愛体感ドラマ「快感ストロベリー 〜秘蜜の花園〜」（2011年9月1日 - 10月24日、BeeTV） - 氷崎侑壬 役
- ネット版 仮面ライダー×スーパー戦隊×宇宙刑事 スーパーヒーロー大戦乙!〜Heroo!知恵袋〜あなたのお悩み解決します!（2013年） - イアン・ヨークランド 役
- ソイカレ〜わたしがイケメンと添い寝する30の方法〜 第2話・第7話・第9話（2015年、UULA）[12]
- 勇敢戦隊ブレイブフロンティア（2018年2月12日 - 5月31日、YouTube） - 闇のブレイブ マグルス 役
- 獣電戦隊キョウリュウジャー ブレイブ33.5 これぞブレイブ!たたかいのフロンティア（2018年2月12日 - 5月31日、YouTube） - イアン・ヨークランド / キョウリュウブラック 役

### オリジナルビデオ
- 帰ってきた獣電戦隊キョウリュウジャー 100 YEARS AFTER（2014年6月20日、東映ビデオ） - イアン・ヨークランド / キョウリュウブラック、イッちゃん / キョウリュウシルバー / キョウリュウブラック 役
- 王様戦隊キングオージャーVSキョウリュウジャー（2024年10月9日、東映ビデオ） - イアン・ヨークランド 役[13]

### 舞台
- 百千さん家のあやかし王子（2015年6月10日 - 14日、銀座博品館劇場） - 七守葵 / 鵺 役[14]
- 十五少年漂流記（2015年8月20日 - 24日、シアター1010） - エバンス 役[15]
- 俺たち賞金稼ぎ団 - 黒田賢 役
  - 俺たち賞金稼ぎ団（2015年12月4日 - 9日、シアター1010）[16]
  - さらば俺たち賞金稼ぎ団（2017年2月16日 - 22日、シアター1010）[17][18]
- 昆虫戦士コンチュウジャー - エッフェル・トーマス 役
  - 昆虫戦士コンチュウジャー（2016年6月8日 - 12日、紀伊国屋ホール）[19]
  - 昆虫戦士コンチュウジャー～ただの再演じゃ終わらない、そうだろみんな！？～（2017年5月10日 - 18日、あうるすぽっと）[20]
  - 昆虫戦士コンチュウジャー2 ～激突！恐怖の戦士、ネオコンチュウジャー〜（2017年8月12日 - 20日、全労済ホール／スペース・ゼロ）[21]
- 斬劇 戦国BASARA - 島左近 役
  - 斬劇 戦国BASARA4 皇 本能寺の変（2016年7月1日 - 10日、Zeppブルーシアター六本木 / 7月16日 - 18日、梅田芸術劇場 シアター・ドラマシティ）[22]
  - 斬劇 戦国BASARA 関ヶ原の戦い（2017年2月4日・7日、天王洲 銀河劇場） ※ゲスト出演[23]
  - 斬劇 戦国BASARA 第六天魔王（2018年3月2日 - 11日、AiiA 2.5 Theater Tokyo / 3月16日 - 18日、森ノ宮ピロティホール）[24]
- 瞑るおおかみ黒き鴨（2016年9月1日 - 11日、天王洲 銀河劇場 / 9月19日・20日、森ノ宮ピロティホール / 9月22日、北九州芸術劇場） - 村田新八 役[25]
- あずみ〜戦国編〜（2016年11月11日 - 27日、Zeppブルーシアター六本木） - あまぎ 役[26]
- Eighty seasons and endless「ENDorphin」（2016年12月25日、全労済ホール／スペースゼロ） ※ゲスト出演[27]
- 桜龍（2017年3月31日 - 4月5日、CBGKシブゲキ!!） - 榊原仁 役[28]
- DisGOONie From Three Sons of Mama Fratelli「GOOD-BYE-JORNEY」（2017年6月9日 - 18日、Zeppブルーシアター六本木 / 6月30日 - 7月2日、梅田芸術劇場 シアター・ドラマシティ） - アラン 役[29][30]
- DIABOLIK LOVERS MORE,BLOOD（2018年1月24日 - 28日、品川プリンスホテル クラブeX） ‐ 無神ルキ 役[31]
- 舞台「黒子のバスケ」 IGNITE-ZONE（2018年4月6日 - 22日、サンシャイン劇場 / 5月1日 - 6日、森ノ宮ピロティホール / 5月11日 - 13日、日本青年館ホール） - 氷室辰也 役[32]
- フォトシネマ朗読劇 最果てリストランテ（2019年1月9日、浜離宮朝日ホール 小ホール）[33]
- 70億分の1の恋〜告白実行委員会〜（2019年3月6日 - 15日、CBGKシブゲキ!!） - 瀬戸口優 役[34]
- フォトシネマ朗読劇「天使がいた三十日」（2019年5月15日・16日、TOKYO FM HALL）[35]
- ミュージカル「アルスラーン戦記」（2019年9月5日 - 8日、COOL JAPAN PARK OSAKA TTホール / 2019年9月11日 - 16日、シアター1010） - ナルサス 役[36]
- 演劇「タクシードライバー」（2019年11月9日、中目黒キンケロ・シアター） - ゲスト[37]
- 舞台「文豪とアルケミスト」 - 国木田独歩 役
  - 異端者ノ円舞（2019年12月27日 - 29日、森ノ宮ピロティホール / 2020年1月8日 - 13日、品川プリンスホテル ステラボール）[38]
  - 捻クレ者ノ独唱（2022年2月3日 - 13日、シアター1010 / 2月18日 - 20日、森ノ宮ピロティホール）[39]
- VR演劇「鈍色とイノセンス ～Mixalive殺人事件 45年目の真実～」（2020年3月19日、東京Mixalive TOKYO Hall Mixa）※公演中止[40]
- オンライン朗読劇 vol.2「JUST KEEP GOING」（2020年6月17日、オンライン配信）
- オンライン演劇「最果てリストランテ」（2020年6月23日 - 25日、オンライン配信）[41]
- ナイスコンプレックス N31「キスより素敵な手を繋ごう」（2021年2月20日 - 28日、あうるすぽっと）[42]
- イベント企画OZ vol.8「蒼天の宴」（2021年7月9日 - 11日、吉祥寺シアター）[43]
- Mixa BL朗読シリーズvol.2 朗読劇「VIP」（2021年4月11日、Mixalive TOKYO Hall Mixa） - 嶋田 役[44]
- 朗読劇「幸せのカタチ」（2021年4月23日 - 25日、R'sアートコート） - 達川 役[45][46]
- 穏やか貴族の休暇のすすめ。～新迷宮と貴婦人の結婚～（2022年4月6日 - 10日、CBGKシブゲキ!!） - イレブン 役[47]
- Flying Trip vol.18「ギミトリックバード」（2022年7月13日 - 21日、こくみん共済 coop ホール / スペース・ゼロ）[48]

### CM
- クレディセゾンのフラット35 一緒なら、きっと、うまく行くさ。「この街が（熊本）」篇（2017年）

### LIVE
- SHIBUYA DE SHOW～LOVE WONDER BOYS～（2014年4月28日、渋谷CLUB QUATTRO）
- wild wild summer（2014年8月26日、下北沢Que）
- kurune2014（2014年11月14日、下北沢440）
- ワンマンLIVE（2014年11月21日、渋谷duo MUSIC EXCHANGE）
- VALENTINE'S PARTY!（2015年2月14日、渋谷club Asia）
- MUSCLE ATTACK 2nd LIVE TOUR～Attsck All Around（2015年3月7日、渋谷 aube shibuya)
- AFTER PARTY（2015年4月19日、大阪阿倍野ROCK TOWN / 2015年5月4日、渋谷CLUB QUATTRO）
- -D.O.R. PROLOGUE-（2018年6月23日、下北沢CLUB251）

### 玩具
- 獣電戦隊キョウリュウジャー ガブリボルバー -MEMORIAL EDITION-（2024年6月27日）

## 作品

### ミニアルバム
| #   | 発売日        | タイトル | 最高順位（オリコン） | 認定 |
| --- | ------------- | -------- | -------------------- | ---- |
| 1st | 2015年2月11日 | PARTY!   | 80                   |      |